# Mike Rutherford

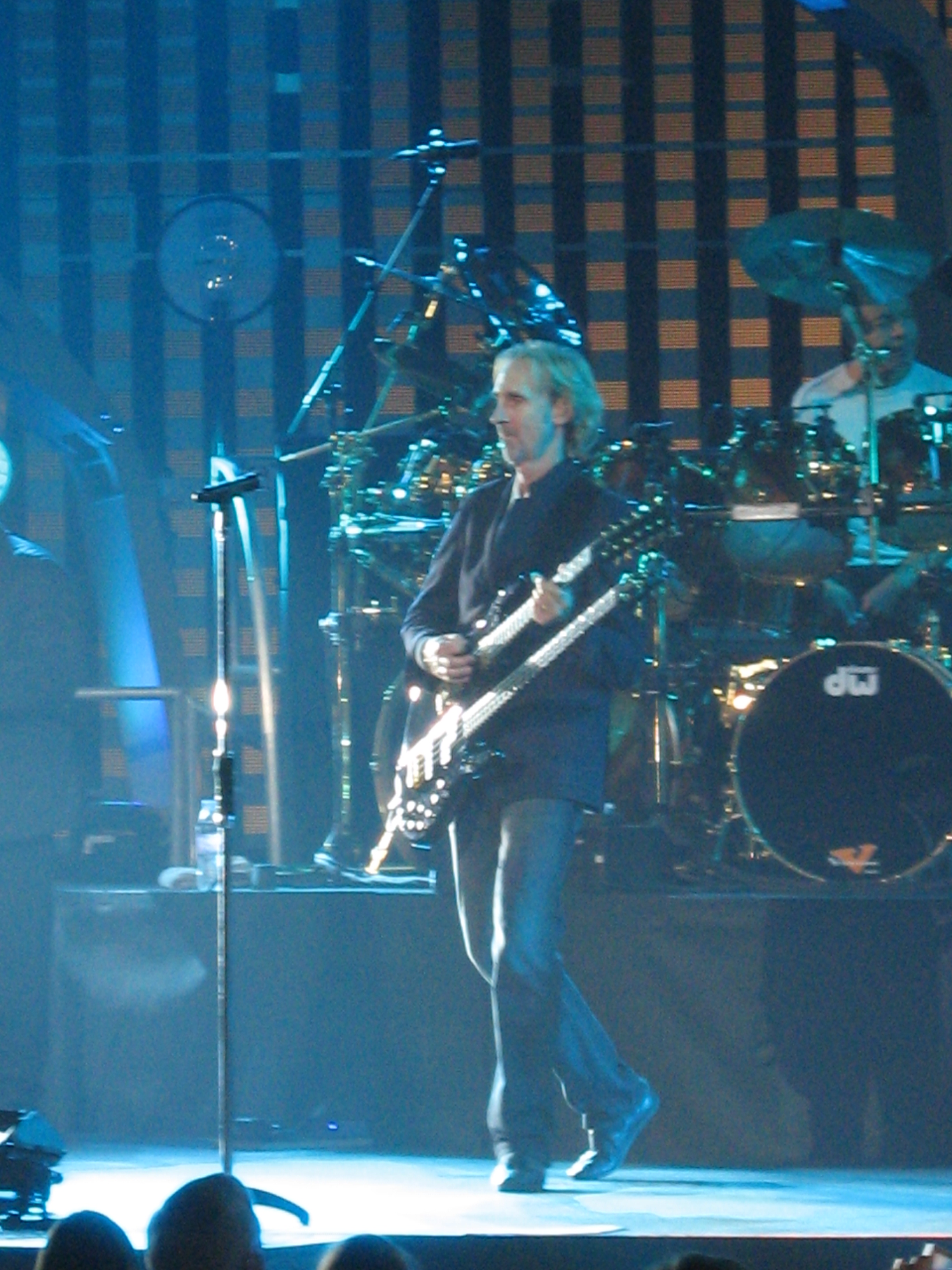

Michael John Cloete Crawford Rutherford (Guildford (Surrey), 2 oktober 1950) is een Brits musicus, bekend geworden als medeoprichter, basgitarist en gitarist van de progressieve rockband Genesis.

## Voor Genesis
Rutherford kreeg op zijn zevende verjaardag een gitaar van zijn ouders, en leerde zichzelf spelen. Op school kwam hij in zijn tienerjaren in contact met Anthony Phillips, die met een aantal anderen de band Anon had opgericht. Rutherford sloot zich als gitarist aan bij deze band, maar moest deze alweer snel verlaten. Aan het einde van het schooljaar 1965-1966 speelde Climax, Rutherfords nieuwe band, samen met Anon en The Garden Wall op het eindbal, waar hij in contact kwam met Peter Gabriel en Tony Banks, die zanger respectievelijk toetsenist van The Garden Wall waren.
In de herfst van 1966 namen Rutherford en Phillips gezamenlijk een aantal nummers op, nadat hun bands ter ziele waren gegaan. Nadat Gabriel zich bij hen aansloot als zanger, was het fundament gelegd voor de band Genesis.

## Tijdens Genesis
Tijdens de stille uren van Genesis (zij hielden een strak schema aan) werkte Mike aan twee solo-albums: Smallcreep's day (1980) en Acting very strange (1982). Ook werkt hij veelvuldig mee aan de solocarrière van Anthony Phillips. Hij treedt vanaf 1985 op met Mike and the Mechanics en speelt soms als sessiemuzikant.

## Na Genesis
Na het vertrek van Phil Collins uit Genesis en de toch wat tegenvallende voortzetting van de band met Ray Wilson was de band van 1998 tot 2007 in hiatus. In 2007 kwamen Collins, Banks en Rutherford weer bij elkaar voor een Genesis reünie-tour.
Tony Banks · Phil Collins · Peter Gabriel · Steve Hackett · John Mayhew · Anthony Phillips · Mike Rutherford · John Silver · Chris Stewart · Ray Wilson
- Bibsys: 5011576
- Biblioteca Nacional de España: XX1035669
- Bibliothèque nationale de France: cb13899299f (data)
- Gemeinsame Normdatei: 134504925
- International Standard Name Identifier: 0000 0001 1466 1406
- Library of Congress Control Number: n86025757
- MusicBrainz: 661288a1-6d34-46aa-900b-77d18aa82d21
- Nationale Bibliotheek van Tsjechië: js20030804002
- Nationale Bibliotheek van Polen: a0000003204595
- Nederlandse Thesaurus van Auteursnamen: 070414777
- SNAC: w6jd4zv7
- Système universitaire de documentation: 167143573
- Trove: 1193904
- Virtual International Authority File: 2657681
- WorldCat: E39PBJfX7HWxhXGb8VDd7yPCwC